# 40764 Gerhardiser
40764 Gerhardiser è un asteroide della fascia principale. Scoperto nel 1999, presenta un'orbita caratterizzata da un semiasse maggiore pari a 3,0715218 UA e da un'eccentricità di 0,1297836, inclinata di 1,72486° rispetto all'eclittica.